# Площадь Пролетарской Диктатуры
Пло́щадь Пролета́рской Диктату́ры — площадь в Центральном районе Санкт-Петербурга. Расположена на пересечении Тверской улицы, Лафонской улицы, аллеи Смольного и Суворовского проспекта.

## Наименование
Первоначальное название Орловская площадь, дано в середине XIX века по названию Орловской улицы, в которую тогда входила современная Лафонская улица. С 30 июля 1854 года присвоено название Лафонская площадь в честь основательницы Смольного института благородных девиц баронессы С. И. де Лафон.
В октябре 1918 года в рамках утверждения советских понятий переименована в площадь Диктатуры в связи с близостью к зданию Смольного, где в октябре 1917 года располагался штаб по подготовке революции, приведшей к возникновению государства диктатуры пролетариата. Современное название площадь Пролетарской Диктатуры дано 15 декабря 1952 года.

## История
В 2017 году, при возвращении улице Пролетарской диктатуры исторического названия Лафонская, решение об аналогичном переименовании площади не было принято из-за особой позиции некоторых членов Топонимической комиссии.

## Ансамбль площади
По адресу площади нет ни одного здания, но на площадь выходят несколько зданий с адресами по другим улицам.

### Смольный (Смольный проезд, дом 1)
Императорское Воспитательное общество благородных девиц или Смольный институт или Администрация Санкт-Петербурга. Здание в стиле классицизма построено в 1806—1808 годах по проекту архитектора Джакомо Кваренги специально для Смольного института благородных девиц — первого в России женского учебного заведения. С октября 1917 года в здании Смольного института расположился штаб по подготовке к октябрьской революции. С ноября 1917 года до 10 марта 1918 года в Смольном жил и работал В.И. Ленин. До 1991 здесь размещались Областной и Городской комитеты ВКП(б) (позже КПСС), с 1991 — Администрация Санкт-Петербурга. Центральная часть здания акцентирована ионическим портиком, увенчанным фронтоном.

#### Пропилеи Смольного института(аллея Смольного, дома 13А и 23А)
Пропилеи Смольного института. Построены в 1923—1924 годах по проекту зодчих В.А. Щуко и В.Г. Гельфрейха в стиле неоклассицизма для оформления парадного въезда на территорию Смольного. Пропилеи состоят из двух пяти колонных портиков-павильонов, поставленных по сторонам центральной аллеи партерного сада.

### Здание Газпромбанка (Лафонская улица, дом 3)
Здание Газпромбанка построено в 1806—1808 годах. В советское время здесь размещались детский сад и ясли-сад. Сейчас в здании находится филиал Газпромбанка.

### Здание администрацииЛенинградской области(Суворовский проспект, дом 67А, Лафонская улица, дом 8)
Здание Леноблсовета и Леноблисполкома или Здание администрации и законодательного собрания Ленинградской области. Современное знание построено в 1981 году по проекту архитекторов Д.С. Гольдгора, К.Н. Емельянова и Ю.В. Ситникова для Ленинградского областного Совета народных депутатов. С 1981 по 1993 годы в здании размещались Ленинградский областной совет народных депутатов и областной исполком. С 1933 года — администрация и законодательное собрание Ленинградской области.

### Федеральный дом (Тверская улица, дом 31, Суворовский проспект, дом 62)
Дом Совнархоза или Федеральный дом построен в современном стиле в 1957 году по проекту архитектора Д.С. Гольдгора для размещения учреждений Совнархоза. К 1965 году структура Совнархозов исчезла и здание эксплуатировалось под нужды исполнительной власти. С начала 1990-х годов здесь размещались федеральные службы и первый представитель президента РФ. Сейчас в здании размещаются: Федеральная кадастровая палата, Геральдический совет при Президенте РФ, Общественная палата Санкт-Петербурга, Аппарат уполномоченого по правам человека, Аппарат по правам уполномоченного по правам ребёнка, Росреестр по Санкт-Петербургу, Комитеты администрации Санкт-Петербурга.

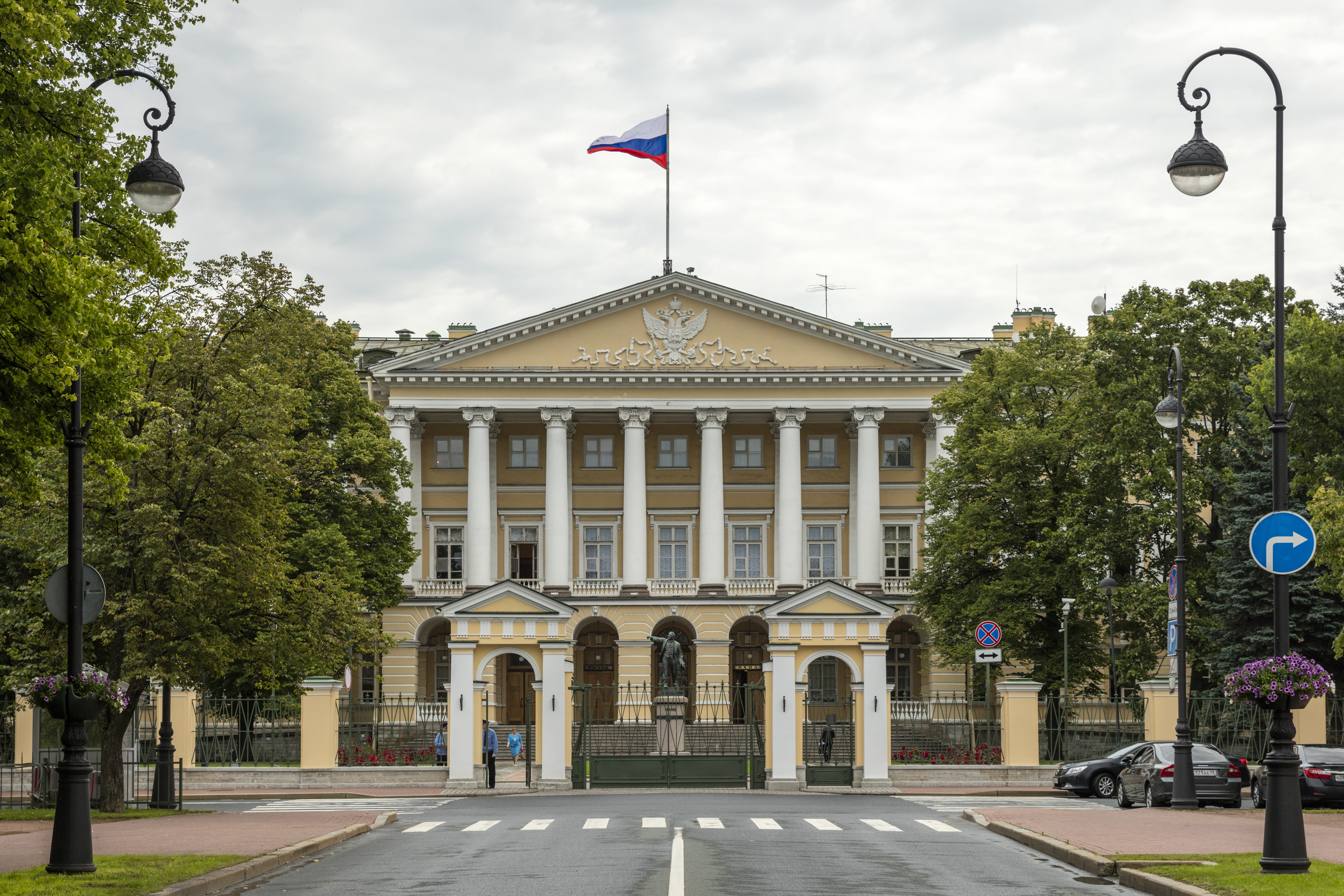
Здание Смольного института
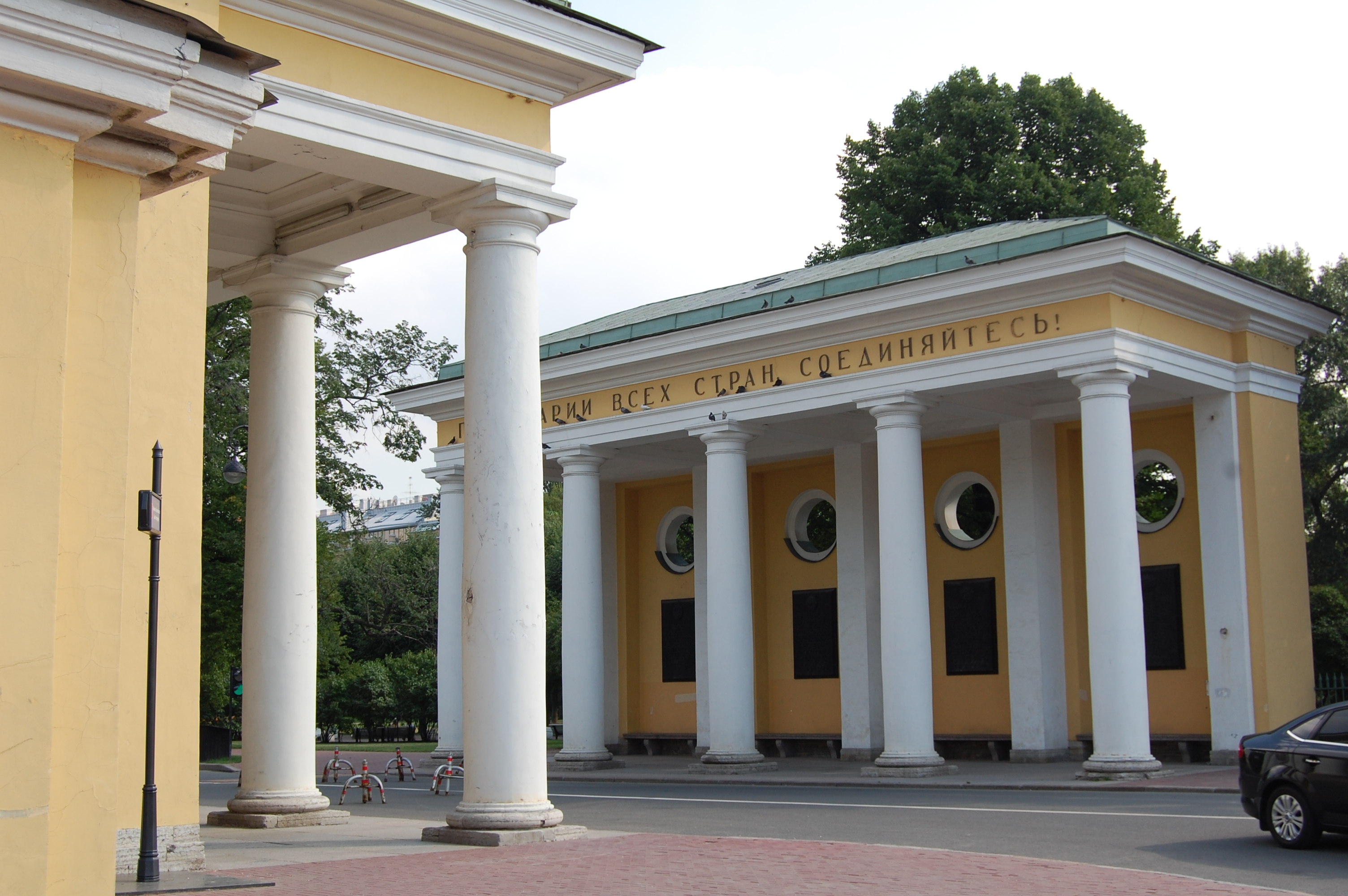
Пропилеи Смольного института
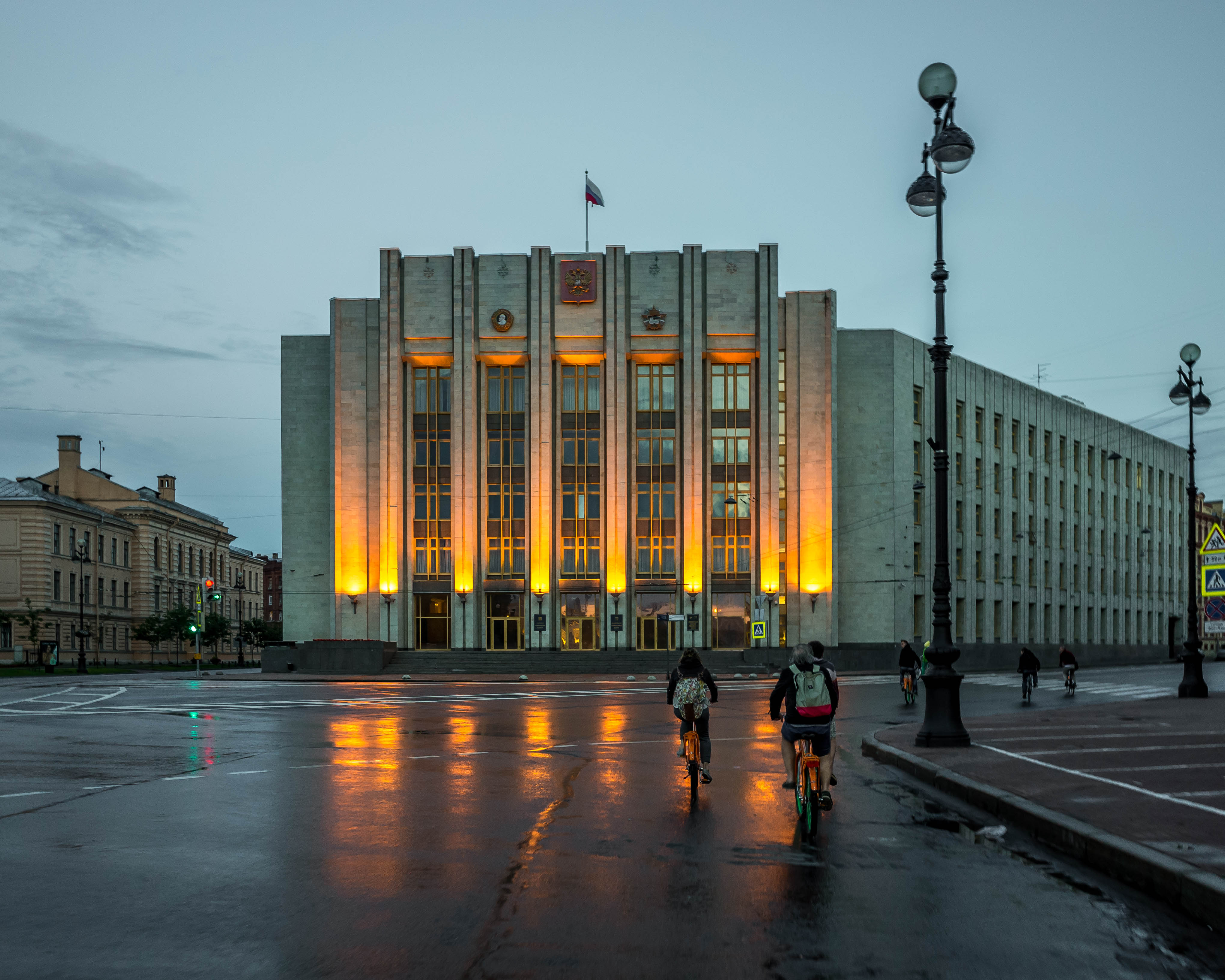
Здание правительства Ленинградской области
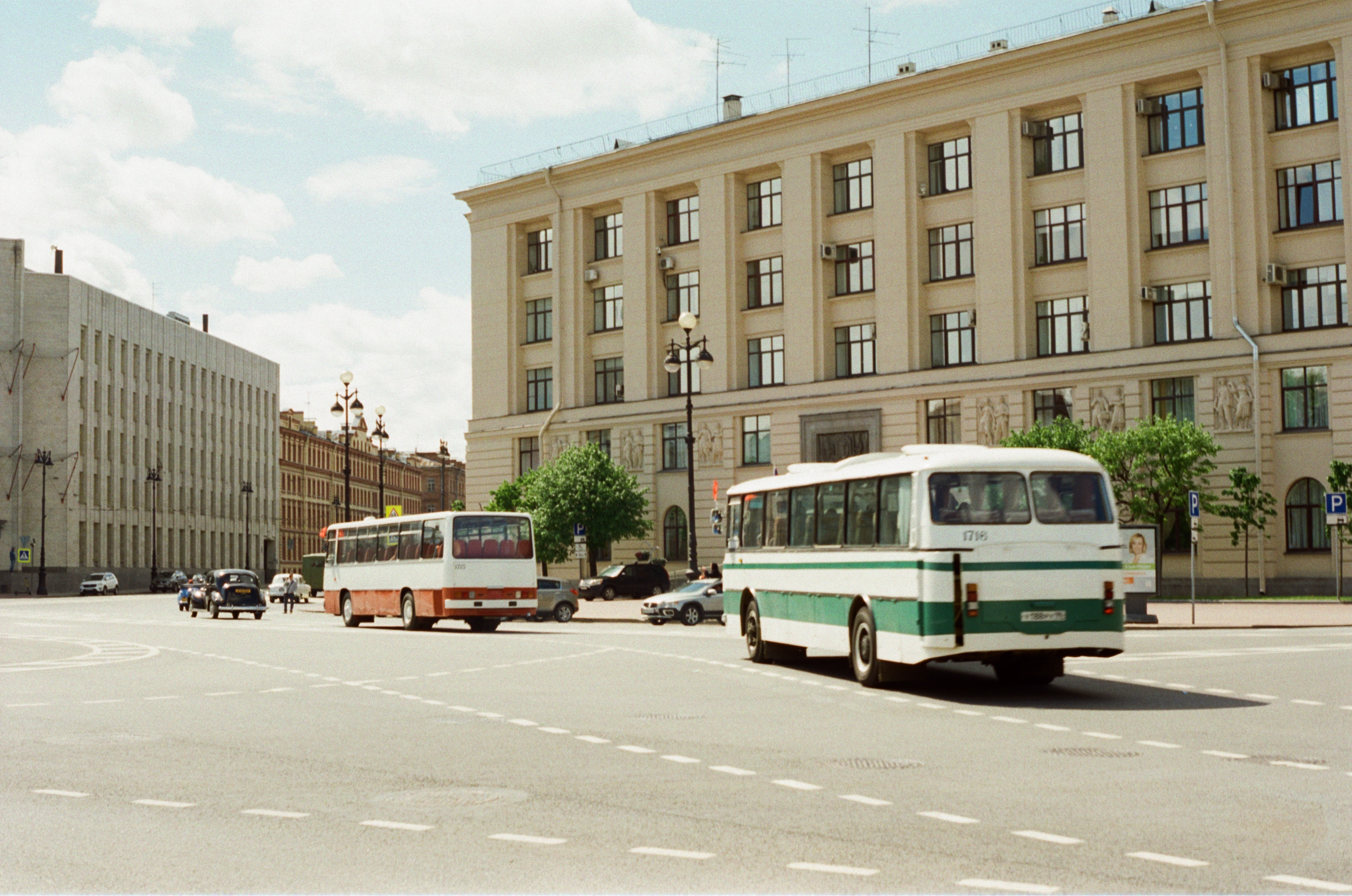
Федеральный дом

## Транспорт

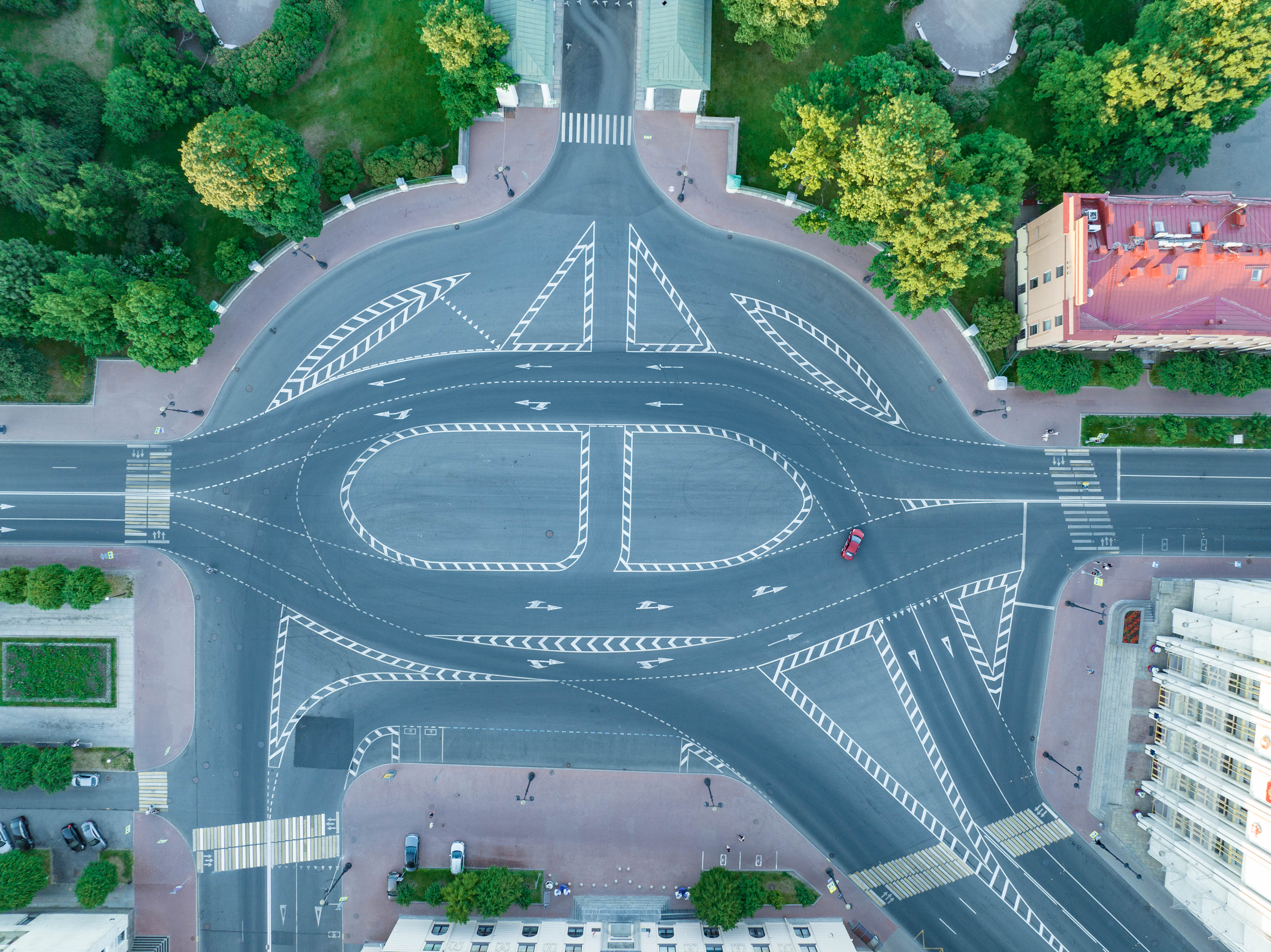
Транспортная развязка площади, вид с воздуха

Ближайшая станция метро:  «Чернышевская» (2,1 км). Рядом с площадью есть остановки общественного транспорта «Смольный» и «Лафонская улица», на них останавливаются автобусы №46, 74, 136, 169А.